# Estación de Vermoil
La Estación Ferroviaria de Vermoil, más conocida como Estación de Vermoil, es una plataforma de la línea del Norte, que sirve a parroquias de Vermoil, en el distrito de Leiría, en Portugal.

## Historia

### sigloXXI
En enero de 2011, estaban previstas, entre el primer y cuarto trimestres de 2012, la realización de obras de conservación de los equipamientos de catenaria en esta estación.

## Características

### Localización y accesos
Se encuentra en la localidad de Vermoil-Gare, en frente de la Calle Marqués de Pombal.

### Descripción física
En enero de 2011, contaba con dos vías de circulación, ambas con 690 metros de longitud; las plataformas tenían ambas 231 metros de extensión, y 55 centímetros de altura.